# Insolvenzquote
Die Insolvenzquote ist ein Begriff aus dem deutschen Insolvenzrecht.

## Definition
Die Insolvenzquote beziffert in Prozent den Anteil der Gläubigerbefriedigung nach Abschluss des Insolvenzverfahrens. Sie sagt also aus, wie viel Prozent ein Gläubiger auf den festgestellten Anteil der von ihm angemeldeten Forderung erhält. Errechnet wird sie aus dem Verhältnis der verteilbaren Insolvenzmasse zu den anerkannten Insolvenzforderungen. Die Quote gibt zeitgleich Auskunft über den uneinbringlichen Forderungswert. Die verteilbare Insolvenzmasse ist die Menge an Barmitteln, die nach Abschluss des Verfahrens und Zahlung sämtlicher Verfahrenskosten (wie z. B. Gerichtskosten und Verwaltergebühren) übrig bleibt.
Beispiel:
Ein Gläubiger hat 1000 Euro angemeldet, davon hat der Verwalter 850 Euro festgestellt, der Rest wurde z. B. wegen fehlender Nachweise bestritten.
Die gesamten verfügbaren Mittel ergeben eine Quote von 13 %. Der Gläubiger erhält auf seine Forderung somit 13 % von 850 Euro, also 110,50 Euro.

## Abschlagsverteilungen
Auch während eines laufenden – also noch nicht abgeschlossenen – Verfahrens kann eine Quote errechnet werden. In diesem Falle muss der Verwalter jedoch verschiedene sogenannte Rückstellungen (§ 187 und § 191 ff. Abs. 2 InsO) berücksichtigen. Er darf also nicht sämtliche vorhandenen Mittel für die Ermittlung der Quote heranziehen. Rückstellungen müssen gebildet werden für

- die Gerichtskosten(§ 54)
- die Verwaltergebühren (ebenda)
- Sämtliche sonstigen Massekosten (also Kosten und Gebühren, die im laufenden Verfahren entstehen)
- bestrittene Forderungen (ein Gläubiger könnte eine Feststellungsklage erheben und diese gewinnen, der Verwalter muss dann nachträglich weitere Beträge feststellen; es muss also sichergestellt sein, dass der Gläubiger durch die nachträgliche Feststellung nicht schlechter gestellt wird als Gläubiger, deren Forderungen zuvor festgestellt wurden, § 189 Abs. 2 InsO).

Die finale Quote kann tatsächlich erst zum Abschluss eines Verfahrens ermittelt werden, davor kann sie höchstens basierend auf den aktuellen Unterlagen geschätzt werden. Häufig liegt in einem Insolvenzverfahren die Situation vor, dass die freien vorhandenen Mittel den Aufwand einer Abschlagsverteilung einfach nicht rechtfertigen. Ein Insolvenzverwalter muss bei Abschlagsverteilungen auch berücksichtigen, dass auch auf der Seite der Gläubiger ein administrativer Aufwand (insbesondere in der Buchhaltung) durch eine solche Zahlung entsteht. Wenn also nur vergleichsweise kleine Beträge verteilt werden können, so ist von einer Abschlagsverteilung abzusehen.

## Besonderheiten bei der Berechnung der Quote
Die Berechnung einer Insolvenzquote kann nicht durch eine einfache Formelanwendung erfolgen. Es ist fast immer eine sog. Nullstellensuche notwendig. Dies liegt daran, dass Berechnungen zwar theoretisch beliebig genau, Auszahlungen jedoch nur auf den Cent genau erfolgen können. Somit kann es – je nach Zahl der Nachkommastellen bei der berechneten Quote durch Rundungen zu Unstimmigkeiten kommen. Beispiel:

- Es gibt drei Gläubiger, die festgestellte Forderungen in Höhe von 687,51 Euro, 769,73 Euro und 1275,67 Euro haben.

Die Summe der festgestellten Forderungen beträgt also 2732,91 Euro.
- Die verfügbare zu verteilende Masse beträgt 963,97 Euro.

Die Quote beträgt somit: 963,97/2732,91*100=35,27 %
- Daraus ergeben sich für die drei Gläubiger Auszahlungsbeträge von 242,50 Euro, 271,50 Euro und 449,96 Euro. In der Summe also 963,96 Euro.
- In diesem Fall bleibt also ein Cent übrig, der nicht verteilt werden kann.

Die maximale Summe, die bei einer solchen Berechnung übrig bleiben kann, beträgt: Anzahl der Zahlungsempfänger (Auszahlungsgläubiger) minus 1 in Cent. Rein statistisch bleiben bei einer Verteilung Anzahl Zahlungsempfänger/2 in Cent übrig. Bei besonders ungünstigen Rundungskonstellationen kann sich sogar ergeben, dass mehr Geld ausgezahlt werden müsste, als überhaupt vorhanden ist. Dies wird im folgenden Beispiel verdeutlicht:

- Es gibt drei Gläubiger, die festgestellte Forderungen in Höhe von 629,59 Euro, 719,73 Euro und 1375,67 Euro haben.

Die Summe der festgestellten Forderungen beträgt also 2724,99 Euro.
- Die verfügbare zu verteilende Masse beträgt wiederum 963,97 Euro.

Die Quote beträgt somit: 963,97/2724,99*100=35,37 %
- Daraus ergeben sich für die drei Gläubiger Auszahlungsbeträge von 222,72 Euro, 254,61 Euro und 486,65 €, in der Summe also 963,98 Euro.
- In diesem Fall müsste ein Cent mehr verteilt werden, als überhaupt vorhanden ist.

Im Rahmen einer Nullstellensuche ergibt sich jedoch, dass bei 4 Stellen hinter dem Komma ein Prozentsatz von 35,3751 ein besseres Ergebnis liefert. Die vorhandene Masse kann damit vollständig verteilt werden. Beim Vergleich der beiden Prozentsätze zeigt sich auch, dass der funktionierende Prozentsatz nicht durch Rundung des nicht funktionierenden Prozentsatzes ermittelt werden kann.
Bei einer größeren Anzahl an Gläubigern ergeben sich bei den Berechnungen durchaus Fehlbeträge in nennenswerter Größenordnung. Die entsprechenden Spezialprogramme haben daher besondere Rechenmodule – teilweise mit Nullstellensuchen – um die Fehler möglichst zu minimieren.
Die Gesetzgebung enthält keinerlei Berücksichtigung solcher Rundungsprobleme: Sie geht schlicht davon aus, dass immer vollständig und gerecht verteilt werden kann. Dies führt jedoch zu erheblichen juristischen Problemen. Einerseits hat der Insolvenzverwalter kein Interesse daran, mehr Geld auszuzahlen, als vorhanden ist, da er diese Zahlungen aus seiner eigenen Tasche leisten müsste (§ 60 ff. InsO), andererseits können übrig gebliebene Beträge kaum rechtskonform untergebracht werden. Der Vorgehensweise einiger Amtsgerichte, die verbleibende Masse dem Gericht zu überweisen, wurde per BGH-Urteil ein Riegel vorgeschoben. Auch darf der Insolvenzverwalter diese Gelder nicht seiner Vergütung zuschlagen.
Zur Lösung dieses immanenten Problems hat sich über die Jahre eine Vorgehensweise etabliert, die zwar weder rechtskonform noch gerecht noch mathematisch korrekt ist, die jedoch das Problem in einer annähernd unsichtbaren Vorgehensweise löst: Die verbliebenen Beträge werden Centweise auf die Gläubiger verteilt. Wenn diese Verteilung bei den größten Summen anfangend zu den kleinsten Beträgen vorgenommen wird, so ist der Effekt auch beim händischen Nachrechnen der Quote annähernd unsichtbar.
Bei Abschlagsverteilungen können sich die Fehler von Einzelverteilungen in beträchtlichen Größenordnungen aufsummieren. Abschlagsverteilungen beinhalten zudem das Problem, dass sich an der Konstellation der festgestellten Forderungen im Vergleich zur letzten Verteilung die Beträge geändert haben können (nachträgliche Feststellungen, Rücknahmen auf Feststellungen). Dies führt dazu, dass zwar alle Gläubiger wiederum die gleiche Quote (in Prozent) erhalten, die Vorereignisse (also die Zahlungen aus einer vorherigen Verteilung) jedoch mitgerechnet werden müssen. Dadurch bedingt erhalten Gläubiger in diesen Konstellationen mehr oder weniger Geld, als die prozentuale Differenzrechnung zur vorherigen Verteilung ergeben würde. Ein händisches Nachrechnen der entsprechenden Ausdrucke ist jedoch sehr aufwändig. Dergestalt arbeitende Insolvenzmanagementsysteme nivellieren Ungenauigkeiten oder Betragsänderungen damit immer wieder erneut.

## Höhe der Quote in Deutschland
Bei einer Untersuchung von über 15.000 Insolvenzverfahren in Nordrhein-Westfalen, die bis Ende 2008 abgeschlossen waren, wurde festgestellt, dass in zwei Drittel der Verfahren die verteilbare Masse so niedrig war, dass die Gläubiger nach Abzug der Kosten leer ausgingen. Bei den übrigen Verfahren betrug die Quote 5,4 %.
Das Bundesamt für Statistik meldet eine durchschnittliche Quote von 6,1 % für in 2018 beendete Unternehmerinsolvenzen, deren Verfahren sieben Jahre zuvor – im Jahr 2011 – eröffnet wurde.